# كارل كورتي
كارل كورتي (بالإنجليزية: Karl Korte)‏ هو بواق وملحن أمريكي، ولد في 25 أغسطس 1928 في أوسينينغ في الولايات المتحدة.

## وصلات خارجية
- كارل كورتي على موقع ميوزك برينز (الإنجليزية)
- كارل كورتي على موقع ديسكوغز (الإنجليزية)